# 7.ª División (Ejército Popular de la República)
La 7.ª División fue una de las Divisiones del Ejército Popular de la República que se organizaron durante la guerra civil española sobre la base de las Brigadas Mixtas. Estuvo desplegada en el frente de Madrid durante toda la contienda.

## Historial
La unidad fue creada el 31 de diciembre de 1936, quedando formada por las brigadas mixtas 2.ª, 40.ª y 68.ª y bajo el mando del coronel Adolfo Prada Vaquero; la división fue asignada al Cuerpo de Ejército de Madrid, cubriendo el sector de la Ciudad universitaria de Madrid. Tuvo su cuartel general en el barrio madrileño de Cuatro Caminos.
La unidad permaneció en el frente madrileño, sin intervenir en operaciones militares de relevancia.

## Mandos
Comandantes
- teniente coronel de infantería Adolfo Prada Vaquero;[3]
- teniente coronel de carabineros Antonio Ortega Gutiérrez;[4]
- comandante de caballería Joaquín Zulueta Isasi;[2]
- mayor de milicias José Pereda Carrió;

Comisarios
- Pelayo Tortajada, del PCE;
- Ignacio Rodrigo García;
- José Conesa Arteaga, del PCE;[5]

## Orden de batalla
| Fecha               | Cuerpo de Ejército adscrito  | Brigadas Mixtas integradas | Frente de batalla |
| Diciembre de 1936   | Cuerpo de Ejército de Madrid | 2.ª, 40.ª y 68.ª           | Madrid            |
| Marzo-abril de 1937 | II Cuerpo de Ejército        | 2.ª, 40.ª y 68.ª           | Madrid            |
| Junio de 1937       | VI Cuerpo de Ejército        | 40.ª y 53.ª                | Madrid            |
| Diciembre de 1937   | II Cuerpo de Ejército        | 4.ª, 40.ª y 53.ª           | Madrid            |
| 5 de marzo de 1939  | II Cuerpo de Ejército        | 40.ª, 42.ª y 53.ª          | Madrid            |